# 美国约克夏猪
美国约克夏猪(American Yorkshire)是家猪的品种之一，为约克夏猪的美国版本，全身为白色，耳朵直立竖起。
约克夏猪在1761年左右起源于英国的约克郡。1830年，约克夏猪首次进口到美国，特别是俄亥俄州。但由于它的生长速度较慢，直到1940年代后才开始流行。大约克夏猪也开始大量从加拿大和英国引进，这个品种通过选育得到了快速改进。现在美国几乎所有的州都有看到约克夏猪的踪影，是美国记录最多的猪品种，以伊利诺斯州、印第安纳州、爱荷华州、内布拉斯加州及俄亥俄州种群最大。
约克夏猪具有繁殖力高、瘦肉率高、生长速度快和适应能力强的特点，在养猪生产一般作为第一母本。约克夏猪是目前世界上应用最为广泛的瘦肉型猪种之一，在中国大陆也被称为大白猪，是中国大陆目前饲养量最多的外来猪种之一。